# Шовен, Николя
Николя Шовен (Nicolas Chauvin) — мифический французский солдат, служивший в Первой армии Французской Республики, а затем в Великой армии Наполеона.

## Биография
Николя Шовен родился, возможно, в Рошфоре примерно в 1780 году (точная дата неизвестна). В восемнадцать лет был призван на войну и честно служил отчизне.
Был ранен 17 раз (и всегда в грудь, а не в спину), после чего на его теле осталось множество обезображивающих шрамов. За солдатскую доблесть получил боевую награду и пенсию 200 франков. Пафосно и простонародно выражал в своих речах любовь к Франции и к Наполеону Бонапарту. Такое сочетание придаёт Шовену комедийную, однако в целом положительную окраску.
Фамилия Шовен (Chauvin) происходит от лат. Calvinus — лысый. Она весьма распространена во Франции. Её носят 16 626 человек. В общем списке частотности фамилий фамилия Chauvin занимает 209 место.

## «Биографии»
Первая «биография» Николя Шовена опубликована в 1845 году Жаком Араго (Jacques Arago) в его статье «Шовинизм», а затем в одноимённой статье в «Большом словаре» Пьера Ларусса (Pierre Larousse).
Впоследствии Шовен стал драматической фигурой многих литературных произведений, что привело к возникновению множества мифов о его персоне. К тому же некоторые писатели сознательно распространяли свои произведения как биографические описания его жизни, что привело к ещё большей путанице. В силу этого на данный момент о жизни Шовена известно крайне мало.
Характер водевильного героя настолько хорошо совпал с поднимавшейся в середине XIX века во Франции волной национализма, что даже привёл к возникновению слова «шовинизм».

## Критика
Историк и политолог Жерар де Пюимеж в своей книге доказывает, что Шовен — литературный персонаж, выдуманный французскими поэтами и водевилистами в 1820-1830-х годах. Деревенский парень, который, будучи призван на военную службу, храбро воюет, а потом возвращается в родную деревню и вновь берётся за плуг, подобно «бравому солдату Швейку» Ярослава Гашека.